# Gaswerk Erdberg
Das Gaswerk Erdberg war ein im heutigen 3. Wiener Gemeindebezirk, Landstraße, gelegenes Gaswerk der englischen Imperial Continental Gas Association bzw. der von ihr in Wien betriebenen k.k. priv. Gasbeleuchtungs-Anstalt.

## Geschichte
Am 14. September 1843 erwarb die 1824 in London gegründete Imperial Continental Gas Association (ICGA), die in mehreren europäischen Ländern Gaswerke baute und betrieb, in Erdberg, damals eine Vorstadt von Wien und von 1850 an zentrumsfernerer Teil des 3. Wiener Gemeindebezirks, ein Grundstück am Donaukanal. Die Gas-Anstalt, wie das Gaswerk auf einem Stadtplan um 1900 bezeichnet wurde, lag an der den Donaukanal rechtsufrig begleitenden Erdberger Lände etwa bei der heutigen Nr. 38 (in den 1880er Jahren: Nr. 14) und dem Leonie-Rysanek-Park, etwa 500 m flussaufwärts der heutigen Stadionbrücke, wo um 1900 die Drorygasse in die Lände einmündete. Später befand sich dort ein mittlerweile abgesiedeltes Postzentrum.
Die ICGA suchte bei der k.k. niederösterreichischen Statthalterei um die Genehmigung zur Errichtung eines Gaswerks an. Das Dekret, das dies und die notwendigen Rohrlegungen in Erdberg, in der benachbarten Vorstadt Landstraße und in der am anderen Donaukanalufer gelegenen Vorstadt Leopoldstadt gestattete, wurde am 10. Jänner 1844 ausgestellt. Die Betriebsaufnahme erfolgte 1845 / 1846; es handelte sich um das dritte Gaswerk, das die ICGA in Wien führte.
Während der Revolution 1848 geriet der Gasometer des Gaswerks durch die Kampfhandlungen in Brand. Die Gasproduktion musste daraufhin vorübergehend eingestellt werden. 1851 wurde ein neuer Gasometer errichtet, 1863 ein weiterer.
Die ICGA hatte ihr Zentralbüro unter Direktor J. Bengough noch 1880 am Bauernmarkt 8. 1881 wurde Henry James Drory (1837–1899) als Direktor berufen; er übersiedelte den Firmensitz 1883 in das von der ICGA 1876 gekaufte ehemalige Palais Epstein an der Ringstraße (Burgring 13, heute Dr.-Karl-Renner-Ring 1), wo das Unternehmen bis 1902 blieb. Drory hatte dort auch seine Dienstwohnung.
Vom 20. März 1885 an wurde ein neuer Dreifachteleskopgasometer errichtet. Die gemauerte Außenwand hatte einen Außendurchmesser von 63,41 Meter und eine Höhe von 35,35 Meter über dem Boden beziehungsweise 44,36 Meter über dem Boden des Wasserbeckens. Gestützt wurde die Ringmauer von 40 außen vorgelagerten Pfeilern, die die Mauer um 1,6 Meter überragten. Mit der in den Witkowitzer Eisenwerken gefertigten schmiedeeisernen Dachkonstruktion betrug die Gesamthöhe inklusive der Laterne 48,95 Meter.
Die Glocke als eigentlicher Gasbehälter wurde von der in London ansässigen Firma C. & W. Walker gefertigt. Die Außendurchmesser betrugen 60,958 Meter, 60,196 Meter und 59,434 Meter bei einer Höhe von jeweils 12,192 Meter. Das Fassungsvermögen gibt Czeike mit 100.600 Kubikmeter an. Zum Zeitpunkt seiner Errichtung war dieser Gasometer, der 1886 fertiggestellt wurde, der größte seiner Art auf dem europäischen Kontinent. Er wurde lediglich von einigen Gasbehältern in England und den Vereinigten Staaten übertroffen.
Zunächst wurde das Gaswerk Erdberg vom Praterstern her mit Fuhrwerken mit der benötigten Steinkohle versorgt. Im Oktober 1885 suchte die Imperial Continental Gas Association um die Erlaubnis an, einen von der Schlachthausbahn abzweigenden Bahnanschluss herstellen zu dürfen. Im Juli 1889 wurde vom Handelsministerium die nötige Konzession erteilt mit der Auflage, die sogenannte Erdberger Schleppbahn innerhalb einer bestimmten Frist zu errichten, da andernfalls die erteilte Konzession verfällt. Die Betriebsbewilligung der fertigen Bahnstrecke wurde im April 1890 erteilt.
Das Gaswerk Erdberg stellte seinen Betrieb 1899 ein, ebenso wie die Gaswerke Belvedere und Zwischenbrücken-Tabor. Die Stadt Wien hatte den mit der ICGA geschlossenen Beleuchtungsvertrag nicht verlängert und eröffnete im gleichen Jahr im benachbarten 11. Bezirk, Simmering, ihr eigenes, wesentlich größeres Gaswerk. Die Wiener Bezirke 12 bis 19 wurden aber noch einige Zeit weiterhin von der Imperial Continental Gas Association mit ihren verbleibenden Gaswerken versorgt.
Nach der Stilllegung des Gaswerks Erdberg kam es zwischen der Gemeinde Wien und der StEG zu einem Rechtsstreit über den Abbau der eigentlich nicht mehr benötigten Gleisanlagen, der erst 1917 vom Verwaltungsgerichtshof entschieden wurde.
An Henry James Drory erinnert seit etwa 1900 die Drorygasse beim ehemaligen Gaswerkareal.
An das Gaswerk als solches erinnert der Namen des Zählbezirks Erdberger Lände – Altes Gaswerk.